# El Bordj
El Bordj est une commune de la wilaya de Mascara en Algérie.

## Géographie

### Situation
El Bordj est située à la limite de la wilaya de Relizane à l’extrême nord de la plaine de Ghriss au pied du massif des Monts des Beni-Chougrane à 13 km au nord de la ville de Tighennif. La ville est traversée par la route nationale 7.
| Sedjerara | Kalaa (Wilaya de Relizane) | El Menaouer |
| Aïn Fares | El Bordj                   | El Menaouer |
| Khalouia  | Tighennif                  | Hachem      |

### Localités de la commune
La commune d'El Bordj est composée outre son chef-lieu, des localités suivantes :
- El Bordj Centre
- Djefafla
- Tafrent
- Moualek
- Kohl
- Ouled El Mekki
- Abadlia Nord
- Semaichia
- Ouled Amara
- Ouled Rafaa
- Behaili
- Menaïcha
- Ouled Seddik
- Zaagane
- Zerama
- Ouled Boudjellel
- Krabchia
- Ouled Tilane
- Kérarma

## Histoire
La commune doit son nom à un camp de soldats ottomans au XVIIIe siècle.

## Démographie
| 1987  | 1998   | 2008   |
| ----- | ------ | ------ |
| 9 357 | 13 356 | 20 711 |

### Population des différentes agglomérations
- 2008 : El Bordj, 14717 hab.
- 1998 : El Bordj, 12380 hab. ; Kerarma, 976 hab.[5]
- 1987 : El Bordj, 8594 hab.

## Vie de la commune

### Sport
- Hilal Baladiat El_Bordj, club de football